# Day Break
Day Break är en amerikansk actionserie i tretton avsnitt från 2006.
Den är skapad av Paul Zbyszewski (After the Sunset) och producerad i samarbete med producent Matthew Gross, Jeffrey Bell (Alias, Angel, Arkiv X) och Rob Bowman (Arkiv X, Elektra).  Day Break kommer från Touchstone Television.

## Handling
Polisen Brett Hopper (Taye Diggs) blir en dag oskyldigt anklagad för mord. Dagen upprepar sig dock, och han upplever samma dag gång på gång, (som i filmen Måndag hela veckan). Hopper måste nu ta reda på vad som egentligen händer, och hur han ska lösa problemet.

## Produktion
Efter endast sex avsnitt lade man ner serien från TV, och visade de resterande 7 på internet.